# Asphalt: Urban GT
Asphalt: Urban GT — перегонова відеогра 2004 року, розроблена та опублікована Gameloft для портативних ігрових консолей Nintendo DS і Nokia N-Gage. Найбільш відома як перша велика гра серії Asphalt, одна з перших ігор для Nintendo DS. Вона підтримує бездротовий багатокористувацький режим з чотирма супротивниками та використовує переваги підтримки 3D-графіки DS (при цьому демонструючи неприскорену потужність N-Gage, щоб відповідати графіці DS), показуючи дію з трьох кутів камери. Також доступні повтори. Нижній екран DS використовується для надання стратегічних підказок та інформації про гравця.
У грі є дев'ять трас, змодельованих на основі реальних локацій, таких як Париж, Нью-Йорк, Маямі, Лас-Вегас, Куба, Богота, Чорнобиль, Гонконг і автодром у Техасі. 23 автомобілі гри ліцензовані від 14 реальних виробників, таких як Lamborghini, Hummer, Volkswagen, Nissan, Ford (Shelby), Audi, Aston Martin, Jaguar, Lotus, Morgan, TVR, Chevrolet, Saleen та інших, включаючи деяких вигаданих в грі виробників, і можуть бути розширені за допомогою більш ніж 30 доповнень. Ігрові режими включають миттєву відеогру, дорожній виклик, вільні перегони, атаку на час. У поліційній погоні гравець бере на себе роль поліціянта, який намагається заарештувати інших перегонників.

## Огляди
| Агрегатор    | Оцінка | Оцінка | Оцінка    |
| Агрегатор    | DS     | N-Gage | мобільний |
| ------------ | ------ | ------ | --------- |
| GameRankings | 62%    | 72%    | 67%       |
| Metacritic   | 60/100 | 76/100 | Н/Д       |

| Видання                   | Оцінка | Оцінка | Оцінка    |
| Видання                   | DS     | N-Gage | мобільний |
| ------------------------- | ------ | ------ | --------- |
| Electronic Gaming Monthly | 6/10   | Н/Д    | Н/Д       |
| Eurogamer                 | 3/10   | Н/Д    | Н/Д       |
| Famitsu                   | 27/40  | Н/Д    | Н/Д       |
| GamePro                   | [ 10 ] | Н/Д    | Н/Д       |
| GameRevolution            | C−     | Н/Д    | Н/Д       |
| GameSpot                  | 7.5/10 | 7.5/10 | 8.2/10    |
| GameSpy                   | [ 15 ] | Н/Д    | Н/Д       |
| GameZone                  | 7.9/10 | Н/Д    | Н/Д       |
| IGN                       | 5.5/10 | Н/Д    | 7.5/10    |
| Nintendo Power            | 3.5/5  | Н/Д    | Н/Д       |

Версія для N-Gage отримала «сприятливі» відгуки, тоді як версія для DS отримала «змішані» відгуки, згідно з агрегатором оглядів відеоігор Metacritic. В Японії Famitsu оцінив останню версію в одну шістку і три сімки, загалом 27 балів з 40.
Вона посіла друге місце в номінації «Найкраща гра в жанрі N-Gage» за версією GameSpot 2004 року, поступившись Colin McRae Rally 2005 року.

## Продовження
Пізніше вийшло продовження гри. Пізніше Gameloft розробила інші ігри серії, більшість з яких були випущені для мобільних пристроїв, причому Asphalt 4: Elite Racing була першою для iOS, а Asphalt 5 стала першою грою серії Asphalt, розробленою і випущеною для Android.
Пряма конвертація гри Asphalt 6: Adrenaline під назвою Asphalt 3D для Nintendo 3DS була випущена та отримала неоднозначну реакцію. Аналогічно, Asphalt: Injection для PlayStation Vita, що містила треки з Asphalt 6: Adrenaline, вийшла в грудні 2011 року. Починаючи з Adrenaline, порти ігор для персональних комп'ютерів також розроблялися і виходили, хоча тільки Adrenaline побачила версію для OS X, а наступні ігри серії виходили для Microsoft Windows.
У вересні 2014 року для iOS та Android вийшов безкоштовний спіноф під назвою Asphalt Overdrive. На відміну від попередніх ігор серії, гра представлена як «нескінченний бігун» у дусі Temple Run та Subway Surfers, і не пропонує традиційного перегонового режиму.